# Télescope de 88 pouces (2,2 mètres) de l'université d'Hawaï
Le télescope de 88 pouces (2,2 mètres) de l'Université d'Hawaï (en anglais The University of Hawaii 88-inch (2.2-meter) telescope), appelé en abrégé UH88 ou UH2.2, ou simplement 88 par les membres de la communauté astronomique locale, est un télescope de 88 pouces (2,2 mètres) de diamètre opéré par l'Institute for Astronomy (IfA) de l'Université d'Hawaï. 
Ce télescope fut construit en 1968 et entra en service en 1970. Il devint le premier télescope professionnel contrôlé par ordinateur. Le télescope fut construit à partir de fonds de la NASA afin de soutenir les missions dans le Système solaire et est contrôlé par l'Université de Hawaï. Le succès du télescope aida à démontrer l'intérêt de la montagne pour les observations astronomiques.